# محوطه کترنو
محوطه کترنو مربوط به هزاره ۱- دوران‌های تاریخی پس از اسلام است و در شهرستان سمنان، بخش مهدیشهر، روستای فولاد محله واقع شده و این اثر در تاریخ ۵ آذر ۱۳۸۰ با شمارهٔ ثبت ۴۴۴۲ به‌عنوان یکی از آثار ملی ایران به ثبت رسیده است.